# (37236) 2000 WX161
2000 WX161 (asteroide 37236) é um asteroide da cintura principal. Possui uma excentricidade de 0.04100380 e uma inclinação de 10.77799º.
Este asteroide foi descoberto no dia 20 de novembro de 2000 por LONEOS em Anderson Mesa.